# Grand Prix Maroka
Grand Prix Maroka (arabsky سباق الجائزة الكبرى المغربي‎) se poprvé konala v roce 1925 v Casablance v Maroku s oficiálním označením „Casablanca Grand Prix“. V letech 1925–1928 se závod pořádaný autoklubem A.C. Marocain konal jako rychlostní závod vnitrozemím Maroka v délce 709,56 km. V roce 1930 se závod konal na novém okruhu Anfa Circuit (oficiální označení „Anfa Grand Prix“). Během tréninkové jízdy si vyžádal život jezdce hraběte Bruna d'Harcourt. Všichni vítězové v cestovních vozech byli buď Francouzi, nebo Monačané.
V roce 1933 a pak mezi lety 1935 až 1953 se závod nekonal. V letech 1954–1956 se jezdilo na okruhu ve městě Agádír a od roku 1957 na novém okruhu Ain-Diab Circuit, kde se uskutečnil v roce 1958 i jeden závod seriálu Formule 1.

## Vítězové Grand Prix Maroka
Růžové pozadí znázorňuje závody, které nebyly součástí šampionátů Formule 1.

### Opakovaná vítězství (týmy)
| Počet vítězství | Konstruktér | Roky                   |
| --------------- | ----------- | ---------------------- |
| 4               | Bugatti     | 1926, 1928, 1931, 1932 |
| 3               | Ferrari     | 1954, 1955, 1956       |

### Opakovaná vítězství (dodavatelé motorů)
| Počet vítězství | Dodavatel | Roky                   |
| --------------- | --------- | ---------------------- |
| 4               | Bugatti   | 1926, 1928, 1931, 1932 |
| 3               | Ferrari   | 1954, 1955, 1956       |

### Vítězové v jednotlivých letech
| Rok         | Jezdec               | Konstruktér          | Trať       | Výsledky  |
| ----------- | -------------------- | -------------------- | ---------- | --------- |
| 1958        | Stirling Moss        | Vanwall              | Ain-Diab   | Výsledky  |
| 1957        | Jean Behra           | Maserati 250F        | Ain-Diab   | Výsledky  |
| 1956        | Maurice Trintignant  | Ferrari              | Agádír     | Výsledky  |
| 1955        | Mike Sparken         | Ferrari              | Agádír     | Výsledky  |
| 1954        | Giuseppe Farina      | Ferrari              | Agádír     | Výsledky  |
| 1953 – 1935 | Nejelo se            | Nejelo se            | Nejelo se  | Nejelo se |
| 1934        | Louis Chiron         | Alfa Romeo Tipo B/P3 | Anfa       | Výsledky  |
| 1933        | Nejelo se            | Nejelo se            | Nejelo se  | Nejelo se |
| 1932        | Marcel Lehoux        | Bugatti Type 54      | Anfa       | Výsledky  |
| 1931        | Stanisław Czaykowski | Bugatti Type 51      | Anfa       | Výsledky  |
| 1930        | Charles Bénitah      | Amilcar              | Anfa       | Výsledky  |
| 1929        | Nejelo se            | Nejelo se            | Nejelo se  | Nejelo se |
| 1928        | E. Meyer             | Bugatti Type 35      | Casablanca | Výsledky  |
| 1927        | G. Roll              | Georges Irat         | Casablanca | Výsledky  |
| 1926        | R. Meyerl            | Bugatti              | Casablanca | Výsledky  |
| 1925        | Comte de Vaugelas    | Delage               | Casablanca | Výsledky  |